# Les Corrompus (film, 1982)
Pour les articles homonymes, voir Les Corrompus.
Pour plus de détails, voir Fiche technique et Distribution.
Les Corrompus (오염된 자식들, Oyeomdoen jashikdeul) est un film sud-coréen réalisé par Im Kwon-taek, sorti en 1982.

## Synopsis
Le grand patron d'une entreprise choisi l'un de ses modestes employés pour épouser sa fille handicapée.

## Fiche technique
- Titre : Les Corrompus
- Titre original : 오염된 자식들 (Oyeomdoen jashikdeul)
- Réalisation : Im Kwon-taek
- Scénario : Na Han-bong d'après le roman de Yu Ik-seo
- Musique : Kim Young-dong
- Photographie : Jeon Il-seong
- Montage : Kim Hui-su
- Production : Park Jong-chan
- Société de production : Hwa Chun Trading Company
- Pays :  Corée du Sud
- Genre : Drame, romance
- Durée : 102 minutes
- Dates de sortie : 
  -  Corée du Sud : 25 septembre 1982

## Distribution
- Ahn Sung-ki
- Bang Hie
- Jo Nam-kyeong
- Choi Seong-ho
- Kim Jee-young

## Distinctions
En 1982, le film a reçu le prix spécial du scénario adapté dans le cadre des Grand Bell Awards.